# Dror Feiler

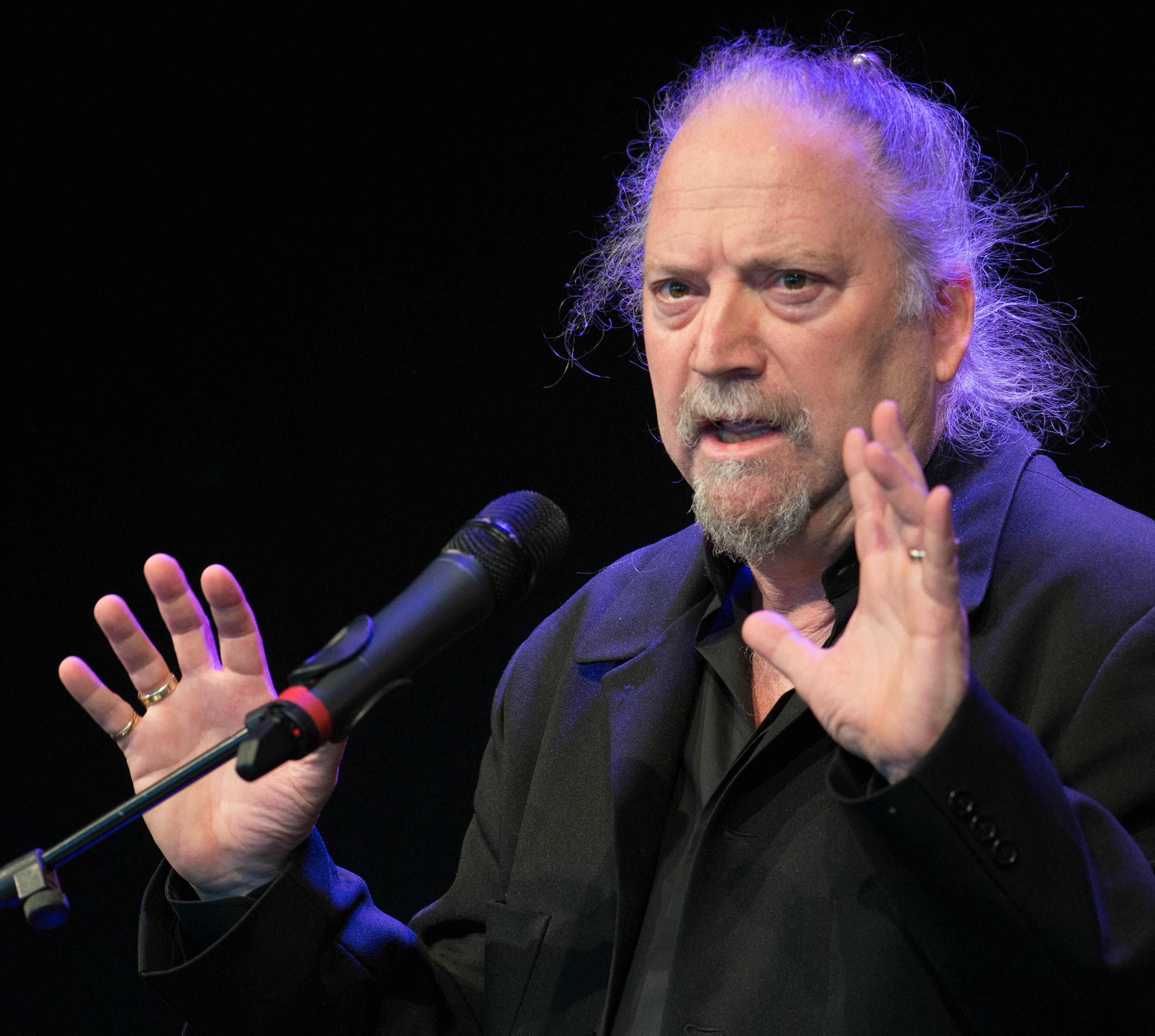
Dror Feiler i en manifestation till stöd för hotade konstnärer och författare på Kulturhuset Stadsteatern i Stockholm den 14 februari 2015.

Dror Elimelech Feiler, född 31 augusti 1951 i Tel Aviv i Israel, är en israelisk-svensk tonsättare, musiker (bland annat saxofonist), konstnär och politiker (vänsterpartist), bosatt i Stockholm sedan 1973. Han spelar i fri-improvisationsbandet Lokomotiv Konkret. Han och hustrun Gunilla Sköld Feiler uppmärksammades mycket 2004 för konstverket Snövit och sanningens vansinne, som gav upphov till en mindre diplomatisk kris mellan Israel och Sverige.

## Biografi
Dror Feilers far arbetade på kibbutz och träffade en grupp aktivister från Palestinska befrielseorganisationen (PLO) i Bukarest på tiden det ännu var förbjudet, varför han dömdes till fängelse. Dock verkställdes aldrig fängelsestraffet då lagen hann ändras. Hans mor Pnina Feiler arbetade 2009, då 86 år gammal, med ambulerande vårdcentraler i palestinska byar på Västbanken, där invånarna på grund av konflikten haft begränsad tillgång till sjukvård.
Feiler gjorde sin värnplikt i Israel som fallskärmsjägare, men 1970, som en av de första "refuseniks" (israeliska motståndare till den israeliska politiken gentemot palestinierna), vägrade han att tjänstgöra i områden som kom under israeliskt militärt styre som ett resultat av Sexdagarskriget 1967. Han var 2008 ordförande i föreningen Judar för israelisk-palestinsk fred i Stockholm och ordförande för European Jews for a Just Peace (EJJP). Sedan 2020 är han tillsammans med Staffan Granér åter ledare för Judar för israelisk-palestinsk fred, nu som språkrör. Han är även i redaktionsrådet för New Colombia News Agency (ANNCOL).
Feiler var som en av de drivande krafterna med på Ship to Gaza, där han fick smärre skador i ansiktet i tumultet som uppstod när israelisk militär angrep fartygskonvojen den 31 maj 2010.
Inför riksdagsvalet i Sverige år 2010 ställde Feiler upp som riksdagskandidat för Vänsterpartiet. Han kandiderade för samma parti inför Europaparlamentsvalet 2014. På senare tid har han förts bort av polis flera gånger under demonstrationer mot tal av Sverigedemokraterna och Svenskarnas parti då polisen ansåg att han stört ordningen genom att spela "Här kommer Pippi Långstrump" på saxofon. Han fälldes senare för ohörsamhet då han ska ignorerat polisens uppmaning att avlägsna sig i samband med protesterna mot dessa demonstrationer.
Feiler var 2014 aktivist i palestinska BDS-rörelsen (engelska: Boycott, Divestment and Sanctions) som arbetar för sanktioner mot Israel. Han ledde år 2017 en BDS-konferens i Europaparlamentet. Feiler jämförde då Israels motreaktion mot BDS med Apartheidregimen i Sydafrika.
Dror Feiler är far till Tigran Feiler som är Sydamerikakorrespondent för Sveriges Television.

## Priser och utmärkelser
- 2003 – Rosenbergpriset

## Filmmusik
- 1990 – Kaninmannen
- 1995 – Atlanten
- 2000 – Fyren
- 2000 – Jesus lever